# 34. østlige længdekreds
Den 34. østlige længdekreds (eller 34 grader østlig længde) er en længdekreds, der ligger 34 grader øst for nulmeridianen. Den løber gennem Ishavet, Europa, Asien, Afrika, det Indiske Ocean, det Sydlige Ishav og Antarktis.